# ГЕС Verbois
ГЕС Verbois (фр. Barrage de Verbois) — гідроелектростанція на південному заході Швейцарії. Входить до складу каскаду на Роні, знаходячись між станціями Seujet (в межах Женеви на виході з Женевського озера, в 1990-х роках замінила ГЕС Coulouvrenière) та Шансі-Пуні. Після введення ГЕС Verbois в експлуатацію демобілізували ГЕС Chevres, яка розташовувалась вище від неї.
Під час спорудження станції Рону перекрили гравітаційною греблею висотою 34 метри, яка складається з чотирьох водопропускних шлюзів та машинного залу. Для перекриття всієї долини гребля виступає в обидва боки від річища на 135 та 90 метрів, так що її загальна довжина становить 410 метрів. За первісним проектом зазначені бічні частини передбачалось виконати у вигляді насипної греблі, проте під час будівництва, яке припало на Другу Світову війну, під впливом авіаударів союзників по німецьких гідроспорудах вирішили використати більш стійкі бетонні конструкції. В підсумку спорудження греблі потребувало 131 тис. м3 матеріалу. Вона утворила водосховище із площею поверхні 1,3 км2 та об'ємом 13,8 млн м3.
Машинний зал станції обладнаний чотирма турбінами типу Каплан загальною потужністю 98 МВт, які при напорі в 21,6 метра забезпечують виробництво 466 млн кВт·год на рік.
Видача продукції відбувається по ЛЕП, що працює під напругою 125 кВ.